# Ottleya greenei
Ottleya greenei là một loài thực vật có hoa trong họ Đậu. Loài này được (Wooten & Standl.) D.D.Sokoloff mô tả khoa học đầu tiên.